# Лу, Камий
Камий Лу (фр. Camille Lou, род. 22 мая 1992) — французская певица, музыкант и актриса. Она снималась в таких сериалах, как «Легенда о короле Артуре» и «Костёр судьбы».

## Биография
Камий Лу родилась 22 мая 1992 года в Берсильи, недалеко от Мобёжа. Её отец был гитаристом группы Paradoxe, поэтому она и две её старшие сестры обратились к музыке в молодом возрасте, каждая из них позже научилась играть на музыкальном инструменте. Камий научилась играть на скрипке, когда была маленькой. В возрасте двенадцати лет она выиграла les Voix de Noël, местный конкурс певцов в Омоне. Образование она получила в Университете Валансьена.

### Личная жизнь

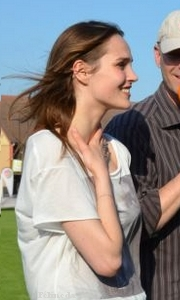
Камий Лу в Мобёже (2014).

С ноября 2020 года она является спутницей жизни Ромена Лаулэ (род. 31 марта 1985 г.), чемпиона по сёрфингу баскского происхождения. Они переехали вместе в Англет в июне 2021 года, а затем обручились 22 мая 2022 года по случаю тридцатилетия Камий Лу. Затем пара заключила гражданское партнёрство 22 мая 2023 года.